# Narciarstwo dowolne na Zimowych Igrzyskach Olimpijskich Młodzieży 2012 – ski cross chłopców
Ski Cross chłopców zaczął się 19 stycznia kwalifikacjami, natomiast bój o medale olimpijskie rozpocznie się 20 stycznia w Kühtai.

## Wyniki

### Kwalifikacje
| Pozycja | Nr | Zawodnik            | Kraj          | Czas    | Uwagi |
| ------- | -- | ------------------- | ------------- | ------- | ----- |
| 1.      | 8  | Niki Lehikoinen     | Finlandia     | 56.15   | Q     |
| 2.      | 14 | Marzellus Renn      | Niemcy        | 56.96   | Q     |
| 3.      | 4  | Matty Herauf        | Kanada        | 57.34   | Q     |
| 4.      | 9  | Harry Laidlaw       | Australia     | 57.43   | Q     |
| 5.      | 16 | Marius Bø Vangsnes  | Norwegia      | 57.73   | Q     |
| 6.      | 1  | Michael Schatz      | Austria       | 57.76   | Q     |
| 7.      | 11 | Maksim Własienko    | Rosja         | 57.88   | Q     |
| 8.      | 15 | Patrick Renner      | Włochy        | 58.36   | Q     |
| 9.      | 2  | Axel Frost          | Szwecja       | 58.59   | Q     |
| 10.     | 3  | Thomas Rivara       | Argentyna     | 59.00   | Q     |
| 11.     | 7  | Bastien Girard      | Francja       | 59.27   | Q     |
| 12.     | 6  | Vincent Gentet      | Szwajcaria    | 59.45   | Q     |
| 13.     | 10 | Juan Pablo Casas-C. | Chile         | 59.46   | Q     |
| 14.     | 5  | Jack Millar         | Australia     | 59.46   | Q     |
| 14.     | 18 | Vaclav Klems        | Czechy        | 59.61   | Q     |
| 16.     | 13 | Yūki Nakagawa       | Japonia       | 1:00.27 | Q     |
| 17.     | 12 | Ałon Mułłajew       | Kazachstan    | 1:00.82 |       |
| 18.     | 17 | Sam Andrews         | Nowa Zelandia | 1:02.74 |       |

#### 1/4 Finału
| Pozycja | Nr | Zawodnik        | Kraj      | Uwagi |
| ------- | -- | --------------- | --------- | ----- |
|         | 8  | Niki Lehikoinen | Finlandia |       |
|         | 15 | Patrick Renner  | Włochy    |       |
|         | 2  | Axel Frost      | Szwecja   |       |
|         | 13 | Yūki Nakagawa   | Japonia   |       |

| Pozycja | Nr | Zawodnik            | Kraj       | Uwagi |
| ------- | -- | ------------------- | ---------- | ----- |
|         | 9  | Harry Laidlaw       | Australia  |       |
|         | 16 | Marius Bø Vangsnes  | Norwegia   |       |
|         | 6  | Vincent Gentet      | Szwajcaria |       |
|         | 10 | Juan Pablo Casas-C. | Chile      |       |

| Pozycja | Nr | Zawodnik       | Kraj      | Uwagi |
| ------- | -- | -------------- | --------- | ----- |
|         | 4  | Matty Herauf   | Kanada    |       |
|         | 1  | Michael Schatz | Austria   |       |
|         | 7  | Bastien Girard | Francja   |       |
|         | 5  | Jack Millar    | Australia |       |

| Pozycja | Nr | Zawodnik         | Kraj      | Uwagi |
| ------- | -- | ---------------- | --------- | ----- |
|         | 14 | Marzellus Renn   | Niemcy    |       |
|         | 11 | Maksim Własienko | Rosja     |       |
|         | 3  | Thomas Rivara    | Argentyna |       |
|         | 18 | Vaclav Klems     | Czechy    |       |